# マシュー・ハルソール
マシュー・ハルソール（Matthew Halsall）は、イングランドのジャズ・ミュージシャン、作曲家、音楽プロデューサーであり、マンチェスターを拠点とするインディーズ・ジャズ・レーベル、ゴンドワナ・レコード（Gondwana Records）の創設者。

## 略歴
ハルソールは2008年にデビュー・アルバム『センディング・マイ・ラブ』をリリースした。これは自身のレーベル、ゴンドワナ・レコードの最初のリリースでもあり、2009年には『カラーイエス』をリリースした。2011年にはサード・アルバム『オン・ザ・ゴー』で成功を収め、ジャイルス・ピーターソン・ワールドワイド・ウィナーズ・アワードを受賞し、2011年・MOBOアワードの最優秀ジャズ・アクトにノミネートされた。
2012年には4枚目のアルバム『フレッチャー・モス・パーク』をリリースし、2014年には8人組バンド、ザ・ゴンドワナ・オーケストラと共に5枚目のアルバム『ホエン・ザ・ワード・ワズ・ワン』をリリース。このアルバムは、2014年のiTunes ジャズ・アルバム・オブ・ザ・イヤーを受賞した。
2015年には『Into Forever』、そして2016年には『オン・ザ・ゴー』のリミックスをリリースした。 2019年にはアルバム『ワンネス』をリリース。
2020年の『Salute To The Sun』は、マンチェスター出身の若手ミュージシャンたちと組んだ彼の新バンドのデビュー作。このアルバムは、エコロジー、環境、そして自然との調和といったテーマからインスピレーションを得ている。
ハルソールは最新アルバム『アン・エヴァ・チェンジング・ビュー』を2023年9月8日にリリースした。

## ゴンドワナ・レコード
ゴンドワナ・レコードは、イギリス・マンチェスターを拠点とするインディペンデント・レコード・レーベルである。地元のクラブでハルソールが耳にした才能に光を当てるため、2008年にハルソールによって設立された。

## 音楽スタイル
ハルソールの音楽は、アリス・コルトレーン、ファラオ・サンダース、マイルス・デイヴィスのスピリチュアル・ジャズにインスパイアされており、ザ・シネマティック・オーケストラの流れを汲むトリップ・ホップの要素も取り入れている。

## ディスコグラフィ

### ソロ・アルバム
- 『センディング・マイ・ラブ』 - Sending My Love (2008年)
- 『カラーイエス』 - Colour Yes (2009年)[16]
- 『オン・ザ・ゴー』 - On the Go (2011年)[15]
- 『フレッチャー・モス・パーク』 - Fletcher Moss Park (2012年)[17][18]
- 『ワンネス』 - Oneness (2019年)[19]
- Salute To The Sun (2020年)[20]
- 『アン・エヴァ・チェンジング・ビュー』 - An Ever Changing View (2023年)[14]

### マシュー・ハルソール & ザ・ゴンドワナ・オーケストラ
- 『ホエン・ザ・ワード・ワズ・ワン』 - When the World Was One (2014年)[1]
- Into Forever (2015年)[21]

### コンピレーション・アルバム
- 『トゥゲザーネス - ザ・ベスト・オブ・マシュー・ハルソール』 - Togetherness – The Best of Matthew Halsall (2008 – 2023) (2024年)

### EP
- The Temple Within (2022年)
- Changing Earth (2022年)
- 『ブライト・スパークリング・ライト』 - Bright Sparkling Light (2024年)

### シングル
- "Journey in Satchidananda" / "Blue Nile" (2015年)